# Joaquín Walker Martínez
Joaquín Walker Martínez (Copiapó 16 augustus 1853 - Santiago 13 oktober 1928) was een Chileens staatsman.

## Familie
Joaquín Walker was de zoon van Alexander James Walker Ashley en Teresa Martínez y Martínez. Zijn grootvader, William Walker, was afkomstig uit Birmingham (Verenigd Koninkrijk). Hij was de broer van Juan Ashley Walker Martínez (1847-1921) en een neef van Carlos Walker Martínez (1842-1905).
Walker trouwde op 12 december 1882 met Elisa Larraín Alcalde. Uit dit huwelijk werden vier kinderen geboren. Een van deze kinderen, Horacio (1887-1974), was parlementariër voor de PDC.

## Biografie
Joaquín Walker studeerde rechten aan de Universiteit van Chili. Na zij studie vestigde hij zich in Valparaíso waar hij zich ontwikkelde tot een vooraanstaand zakenman. Hij was lid van de Kamer van Afgevaardigden (1885-1888; 1894-1897; 1903-1906; 1896-1897 voorzitter) en van de Senaat (1906-1915). Walker behoorde tot de Partido Conservador (Conservatieve Partij) en gold als een geharnast tegenstander van de liberale regeringen. Tijdens de Chileense Burgeroorlog (1891) koos hij de kant van het parlement tegen president Balmaceda. Van 13 april tot 3 september 1891 was hij minister van Oorlog en Marine in de revolutionaire tegenregering in Iquique. Na de overwinning van de revolutionairen werd hij minister van Financiën en later van Justitie (1891).
Tussen 1896 en 1898 was hij gevolmachtigd minister van Chili in Argentinië en Brazilië. In 1901 werd hij ambassadeur in Washington en in 1904 vertegenwoordigde hij zijn land tijdens het Pan-Amerikaanse Congres in Mexico. Nadien was hij nog gevolmachtigd minister in Cuba.
Hij overleed in 1928 aan de gevolgen van een beroerte.